# Brez strahu
Brez strahu je drugi studijski album koprske glasbene skupine Karamela, ki je izšel 17. februarja 2017 pri založbi Croatia Records. Album je izšel devetnajst let po predhodniku Najlepša so jutra.

## Ozadje
Člani skupine so se ponovno zbrali leta 2013 in začeli pripravljati material za novo ploščo. Skupina se je zbrala v originalni zasedbi: Marjan Malikovič na kitari, Jadran Ogrin na bas kitari, Zlati Klun za bobni in Goran Velikonja za klaviaturami.
Člani skupine so se najprej »potipali«, če so glasbeno še dovolj zreli in si upajo (od tu izhaja naslov albuma). »Jadran je rekel: 'Jaz imam 100 komadov', Marjan je imel 150 komadov, on ima komade ..., se pravi, je bil problem samo selekcionirat, bil je problem samo se skoncentrirat in posvetit«, je o pripravljanju materiala za album dejal Zlati Klun. 29. aprila 2014 je skupina izdala prvi singl z albuma, »Jaz bi še«, za katerega je posnela in na portalu YouTube objavila videospot. Drugi singl z albuma, »Pod nebom padajočih zvezd«, je skupina izdala 18. septembra 2014.

## Sprejem
Recenzor portala Barikada.com, Dragutin Matošević, je o albumu zapisal, da so člani izkoristili prednost, da vsi pojejo; da so zadržali potrebno mero emocij ter da zvenijo zelo enotno. Na koncu je še dodal, da ima skupina bogato preteklost in, kar je še pomembneje, obetavno prihodnost.

## Seznam skladb
| Št.             | Naslov                                      | Pisec                    | Dolžina |
| --------------- | ------------------------------------------- | ------------------------ | ------- |
| 1.              | „To noč‟                                    | Jadran Ogrin, Vasja Klun | 4:18    |
| 2.              | „Pogled na tvoje oči‟                       | Ogrin, Vanja Valič       | 4:52    |
| 3.              | „Nore sanje‟                                | Ogrin, V. Klun           | 4:47    |
| 4.              | „Manjkaš nam‟ (Posvečena Danilu Kocjančiču) | Marjan Malikovič, Valič  | 4:07    |
| 5.              | „Zadnja pot‟                                | Ogrin, V. Klun           | 3:51    |
| 6.              | „Žusterna blues‟                            | Ogrin                    | 4:19    |
| 7.              | „Zrno soli‟                                 | Malikovič                | 4:30    |
| 8.              | „Jaz bi še‟                                 | Ogrin, Drago Mislej Mef  | 4:03    |
| 9.              | „Kitara stara‟                              | Ogrin                    | 4:01    |
| 10.             | „Pod nebom padajočih zvezd‟                 | Ogrin, Klun              | 3:24    |
| 11.             | „Luna‟                                      | Malikovič                | 4:03    |
| Skupna dolžina: | Skupna dolžina:                             | Skupna dolžina:          | 47:50   |

## Osebje

### Karamela
- Marjan Malikovič – kitara, vokal
- Goran Velikonja – klaviature, spremljevalni vokal
- Zlati Klun – bobni, vokal
- Jadran Ogrin – bas, vokal

### Produkcija
- Producent: Jadran Ogrin
- Oblikovanje in fotografije: Baley
- Urednica: Iva Vianello
- Za založbo: Želimir Babogredac